# Hüls (Krefeld)
Hüls ist ein nördlicher Stadtteil der nordrhein-westfälischen Stadt Krefeld in Deutschland.
Der Name „Hüls“ ist eine Ableitung vom niederfränkischen Wort „hulis“, die Stechpalme bzw. Stecheiche.

## Geschichte
Für eine ausführliche Beschreibung der historischen Herrlichkeit Hüls

### Steinzeit und Antike
Vereinzelte Lesefunde von Feuersteinartefakten der Jungsteinzeit (5500 – ca. 2000 v. Chr.) belegen erste menschliche Aktivitäten im Bereich des heutigen Hüls. Aus der Eisenzeit (750 – ca. 15 v. Chr.) liegen in Hüls wenige Funde vor. In der Nähe des Botzwegs wurden Brandgräber gefunden. Auf dem Hülser Berg findet sich eine Wallanlage dieser Epoche. Aus der Römerzeit ist durch Scherben- und Ziegelfunde am Friedhof (ca. 2.–3. Jahrhundert) eine Villa rustica mit Gräberfeld belegt.

### Mittelalter
Die erste urkundliche Erwähnung der Herren von Hüls („Retherus de Holese“) ist im Jahr 1112 zu verzeichnen. In dieser Zeit wurde die erste „alte“ Burg in der Nähe des heutigen Hülser Freibades erbaut – wahrscheinlich eine „Schanze“ oder „Fluchtburg“.
Das ursprüngliche Haus Hüls könnte im Bereich des Beginenklosters „Klausur“ gelegen haben, als kurkölnisches Lehen neben weiteren zentral gelegenen kurkölnischen Höfen. Der Ritter Friedrich von Hüls vermachte im Jahr 1419 dem Kloster „einen Garten […], wo früher der Marstall gestanden und wo die Klausnerinnen wohnen sollen“. Wenn der Marstall – wie anzunehmen – ein Teil des ritterlichen Gutes war, befand sich auch das Gut selbst an dieser Stelle nahe dem Ortszentrum und der Kirche.
Im 14. und 15. Jahrhundert bauten die Herren von Hüls ihren Besitz zur Herrlichkeit Hüls aus, die zum kurkölnischen Amt Kempen gehörte. Die „Herrlichkeit Hüls“ hatte ein Schöffengericht und war ein Marktort. Zu dieser Zeit erlangte die katholische Kirchengemeinde St. Cyriakus ihre Selbstständigkeit von Kempen.
Um die Wende vom 14. zum 15. Jahrhundert entstanden die beiden Frauenklöster „Von der Verkündigung Mariens“ (1398, genannt „Klausur“) und „St. Cäcilia“ (1468, genannt „Konvent“). Im Jahr 1363 wurde durch Erbteilung an Mathias von Hüls ein Drittel von Hüls – mit dem heutigen Bodendenkmal Papenburg – abgespalten. Dieses ging später an die Grafschaft Moers – jener Ortsteil wurde dann als „Hülsisch Moersische Straße“ bezeichnet (der Teil nördlich etwa ab dem Bottermaat).
Friedrich von Hüls erbaute die zweite Burg schließlich im Jahr 1455. Ihre Ruinen sind noch erhalten und wurden mittlerweile saniert und wiederaufgebaut.
1565 starb mit Katharina von Hüls das Rittergeschlecht aus. Nach Erbstreitigkeiten fiel die Herrlichkeit Hüls an eine entfernt wohnende Adelsfamilie. Hüls wurde bis zur französischen Zeit von Amtsmännern dieser Familie verwaltet.

### Frühe Neuzeit
Im Rahmen des Truchsessischen Krieges kam es im Jahr 1583 zur Schlacht bei Hüls nördlich von Hüls im Bereich Lookdyck-Orbroich.
Für eine detaillierte Beschreibung siehe
Im gleichen Jahrhundert entwickelte sich der Bereich „Hülsisch Moersische Straße“ zu einem Wohnplatz von Juden, Reformierten und Täufern, deren Aktivitäten zu einem für beide Ortsteile profitablen wirtschaftlichen Aufschwung führten.
1661 bestanden in Hüls 111 Höfe und Häuser mit ca. 800 Einwohnern. Neben der Schnapsbrennerei gehörten zu dieser Zeit die Weberei, Ziegel- und „Pottbäckerei“ (Töpferhandwerk) sowie die Landwirtschaft zu den Haupteinnahmequellen der Bevölkerung. Im Jahr 1636 stürzte der Hülser Kirchturm ein. 1642 kam es während des Dreißigjährigen Krieges in der Schlacht auf der Hülser Heide zur kriegerischen Auseinandersetzung zwischen kurkölnischen und hessisch-weimarischen Truppen.

### Moderne
1798 vereinigten die Franzosen die früher getrennten Hülser Ortsteile mit der Honnschaft Benrad zur „Mairie de Huls“, die dem Kanton Kempen zugeteilt wurde. Die beiden Klöster „Klausur“ und „Konvent“ wurden 1802 aufgelöst. Durch den Wiener Kongress wurde das Rheinland im Jahr 1815 Preußen zugesprochen, und Hüls wurde zu einer Gemeinde des Landkreises Kempen. Zu diesem Zeitpunkt hatte Hüls 1500 Einwohner.
Von 1823 bis 1853 wurden die Bürgermeistereien Hüls (Hüls und Benrad), St. Hubert (Broich und Orbroich) und Tönisberg von einem Bürgermeister verwaltet.
In den folgenden Jahren wurde viel an der Infrastruktur gearbeitet. So wurde 1847 ein Krankenhaus im ehemaligen „Konvent“ eingerichtet und von 1865 bis 1868 die Pfarrkirche St. Cyriakus neu gebaut und im Portalbereich mit Arbeiten unter anderem mit Skulpturen von Edmund Renard d. Älteren gestaltet. Bei diesem Bauvorhaben mussten Teile der „Klausur“ aus Platzgründen abgerissen werden.
Die erste Eisenbahnlinie verband Hüls mit Krefeld im Jahr 1870. Zwei Jahre später ist dokumentiert, dass Hülser Häuser Hausnummern bekamen. Zu dieser Zeit (1880) hatte Hüls bereits 6.088 Einwohner. Die Straßenbahnlinie Hüls–Krefeld wurde 1883 erbaut. Versorgt wurde Hüls zu dieser Zeit von einem eigenen Gaswerk (ab 1897) und einem Wasserwerk (ab 1908). Der Wasserturm in der Cäcilienstraße ist heute ein Wahrzeichen von Hüls.
Das Gemeindegebiet von Hüls wurde unter der nationalsozialistischen Herrschaft 1936 um Teile der aufgelösten Gemeinde Orbroich erweitert. Am 10. November 1938 wurde die Synagoge von den Nationalsozialisten abgebrannt. Während des Zweiten Weltkrieges wurden auch Hülser Häuser und Teile der Konventskirche durch Luftangriffe zerstört.

### Nach dem Zweiten Weltkrieg
Am 3. März 1945 marschierten amerikanische Truppen in Hüls ein. Durch den Zweiten Weltkrieg sind ca. 480 Hülser ums Leben gekommen. 1951 hatte Hüls eine Einwohnerzahl von 11.800 Personen, davon waren 5200 berufstätig, von denen wiederum 2100 in Krefeld arbeiteten. Außerdem waren 1600 Vertriebene registriert.
1964 wurde die evangelische Kreuzkirche fertiggestellt. Vorher hatten die evangelischen Gottesdienste in Hüls in einer Notkirche stattfinden müssen. Die Selbständigkeit als Gemeinde verlor Hüls am 1. Januar 1970. Damals hatte Hüls 13.400 Einwohner und wurde im Zuge der Neugliederung der Gemeinden des Kreises Kempen-Krefeld nach Kempen eingemeindet. Am 1. Januar 1975 wurde im Zuge der Gebietsreform jedoch die Herauslösung aus dem Kempener Stadtgebiet beschlossen und Hüls zu einem – nunmehr nördlichsten – Stadtteil von Krefeld.
1976 wurde der „Johannesturm“ – ein Aussichtsturm auf dem Hülser Berg – errichtet. In der Folgezeit wurden neue Schulen in Hüls gebaut und an den Hülser Ortsgrenzen Bauprojekte geplant und realisiert. Die Siedlungen am westlichen Ortsrand werden volkstümlich als „Legoland“ bezeichnet. 1984 wurde die „Klausur“ saniert, und es entstanden ein Wohnpark, eine Grundschule, eine ökumenische Begegnungsstätte sowie eine Sporthalle.

## Öffentliche Einrichtungen und Bildung

### Schulen
- Gemeinschaftsgrundschule „Astrid Lindgren“
- Katholische Grundschule an der Burg
- LVR Luise Leven Schule (Förderschwerpunkt: Hören und Kommunikation)
- Robert-Jungk-Gesamtschule

### Soziales
- Haus Herrenweg: Wohnhaus für 30 behinderte Menschen. Von der Lebenshilfe Krefeld und der KAB Hüls errichtet und am 1. April 1997 von den Bewohnern bezogen. Die Trägerschaft liegt bei der Lebenshilfe Krefeld.
- Heinrichstift: Der im Jahr 1927 verstorbene, in Hüls gebürtige Bischof Heinrich Joeppen vermachte seinen Nachlass der kath. Kirchengemeinde Hüls mit der Auflage, eine Kleinkinder-Bewahrschule und Räume zur Benutzung für kirchliche (Arbeiter-Gesellen-Jünglings usw.) Vereine zu errichten. Der Bau des katholischen Vereinshauses „Heinrichstift“ erfolgte im Jahr 1931. Die Kirchengemeinde errichtete im Jahr 1982 an anderer Stelle das Heinrich-Joeppen-Haus als Ersatz für das Heinrichstift, das in den Besitz der Stadt Krefeld überging. Heute nutzt der Hülser Sportverein das Heinrichstift für seine vielfältigen Zwecke.
- St.-Lazarus-Haus Krefeld-Hüls: Das Haus liegt zentral, aber dennoch ruhig im Stadtteil Hüls. Es verfügt über 29 stationäre Pflegebetten und 46 Wohnungen im Bereich Betreutes Wohnen. Es liegt wenige Meter vom Hülser Markt entfernt und wurde 1997 eingeweiht. Träger ist das christliche Lazarus Hilfswerk (LHW), das vom Lazarus-Orden gegründet wurde, der damit an seine über 900 Jahre alte Tradition in der Krankenpflege anknüpft. Der geistliche Protektor des Ordens, der Melchitisch-Katholische Patriarch Seine Seligkeit Gregorios III. aus Damaskus, besuchte im April 2007 die Senioren im Hülser Lazarus-Haus, um mit ihnen das 10-jährige Bestehen zu feiern.
- Fischers-Meyser-Stift: Die Pflegeeinrichtung Fischers-Meyser-Stift liegt zentral in Hüls, Am Beckshof, und befindet sich in der Trägerschaft der Stadt Krefeld.

## Medizinische Versorgung

### Krankenhaus
- Seit dem 19. Jahrhundert besteht das Helios Cäcilien-Hospital Hüls, heute mehrheitlich im Besitz der Helios Kliniken.

### Ambulante Versorgung
- Die ambulante medizinische Versorgung wird von acht Hausärzten sichergestellt und durch sieben Fachärzte ergänzt.

## Schwimmbäder
- Das Hülser Naturfreibad ist seit 2019 geschlossen.
- Die LVR-Luise-Leven-Schule verfügt über ein nicht-öffentliches Schwimmbad für den Schulbetrieb. Auch dieses ist geschlossen. Somit gibt es Stand Januar 2025 kein Schwimmbad in Hüls.

## Kultur und Sehenswürdigkeiten

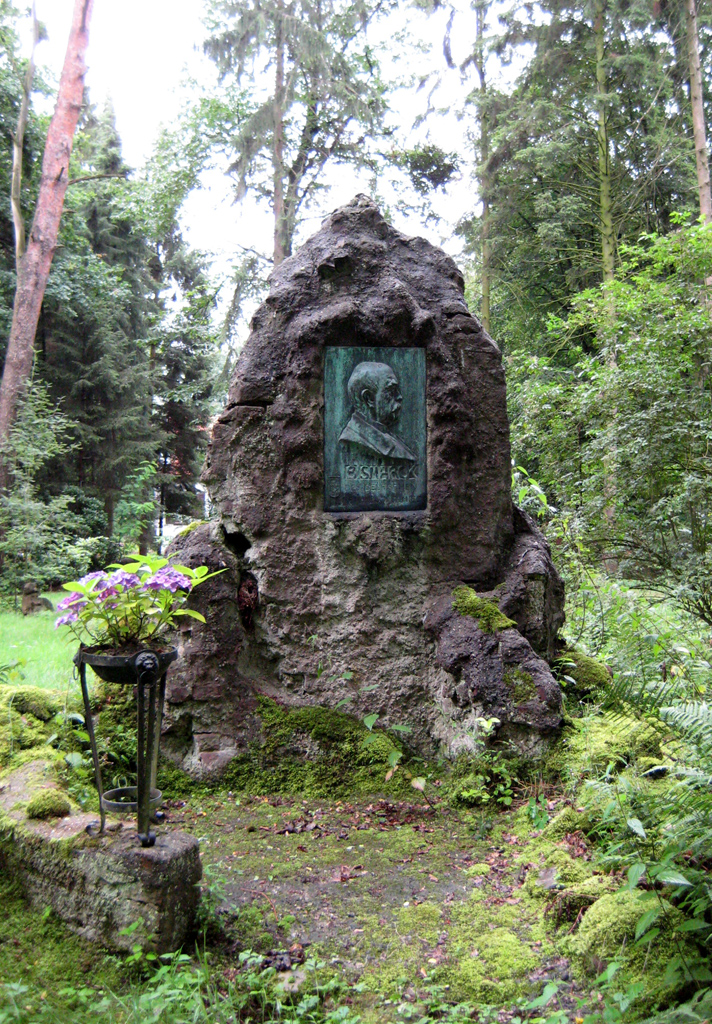
Bismarck-Denkmal am Hülser Berg

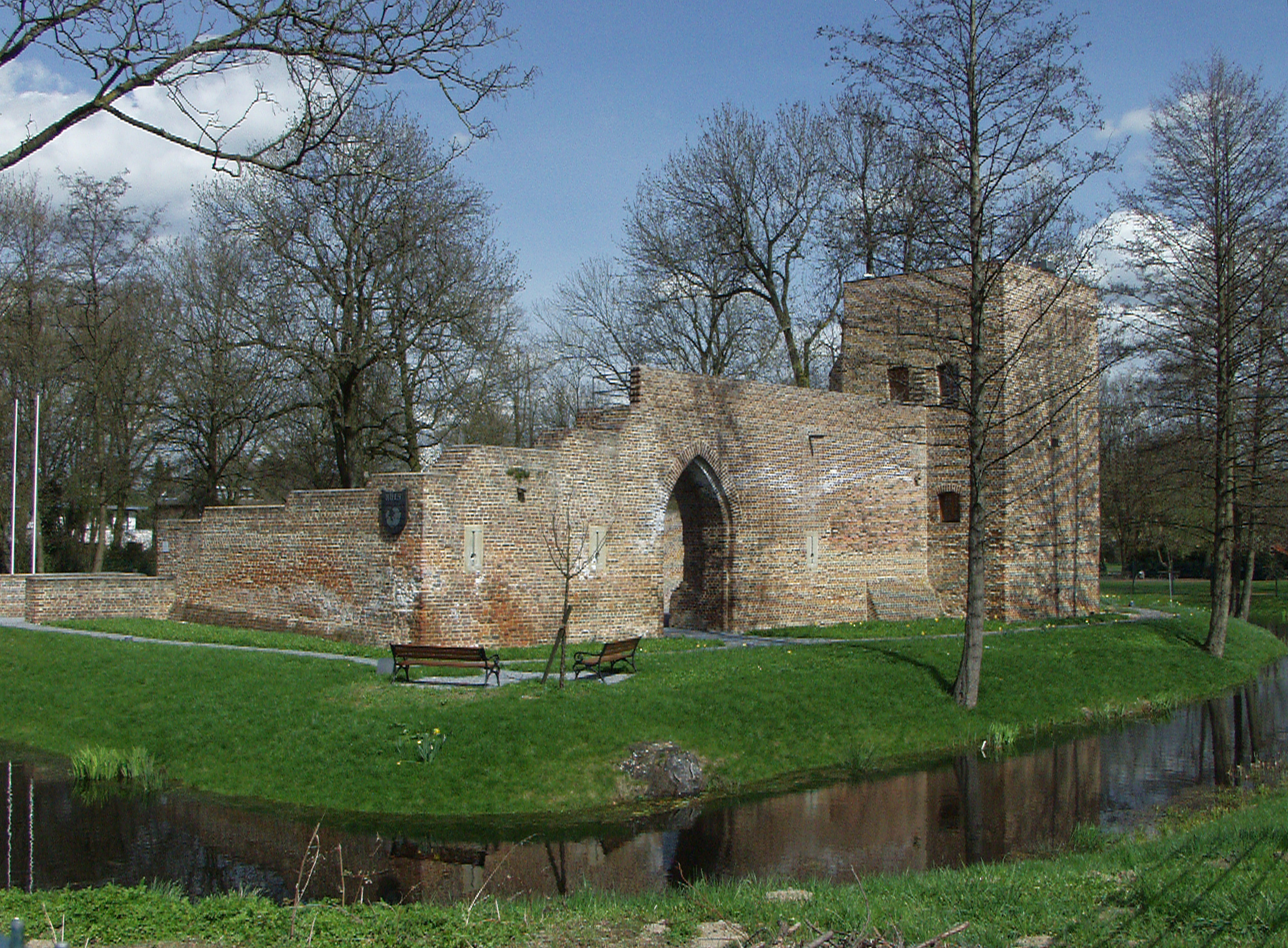
Die Ruine der Hülser Burg

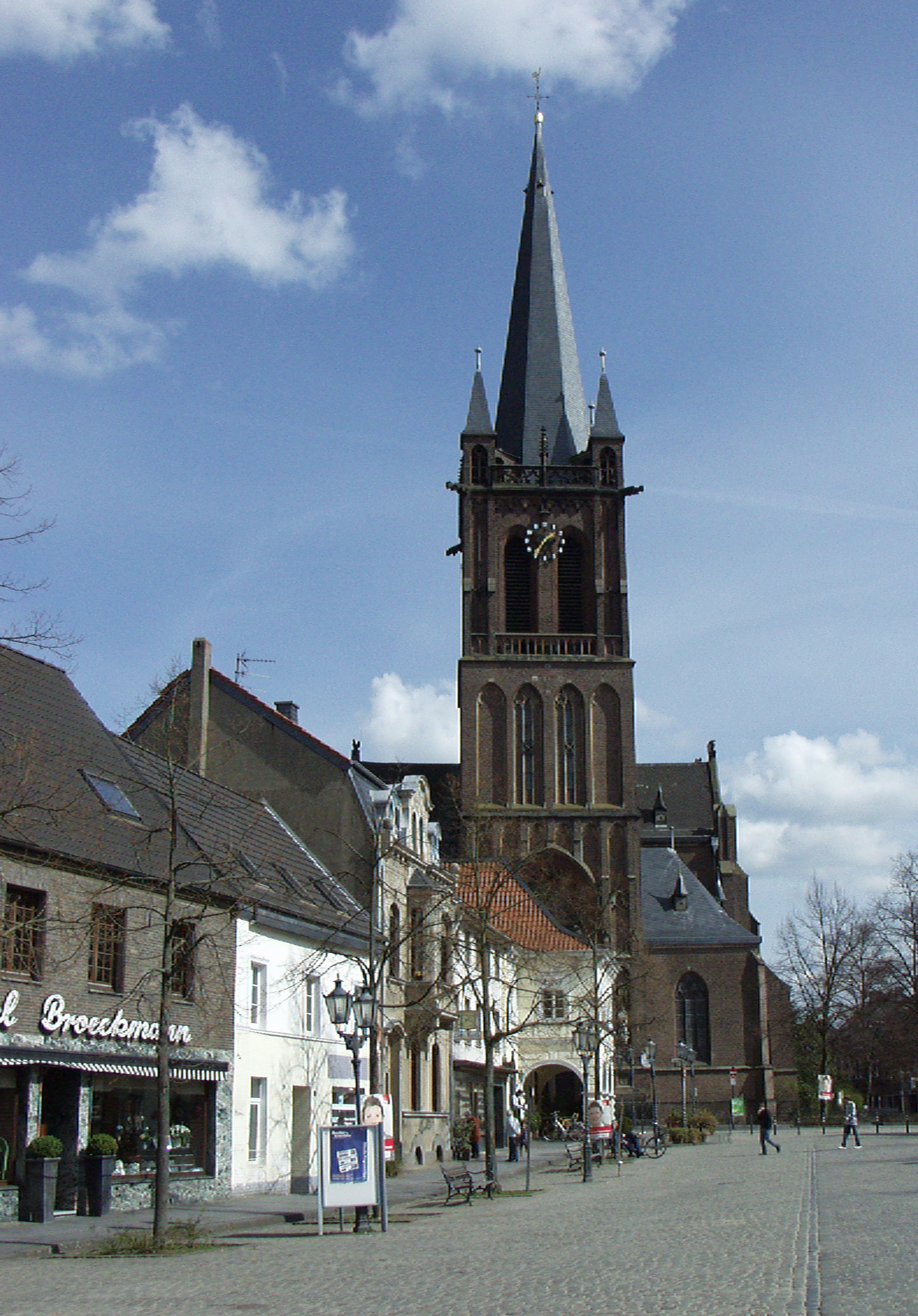
Hülser Markt mit der Kirche St. Cyriakus

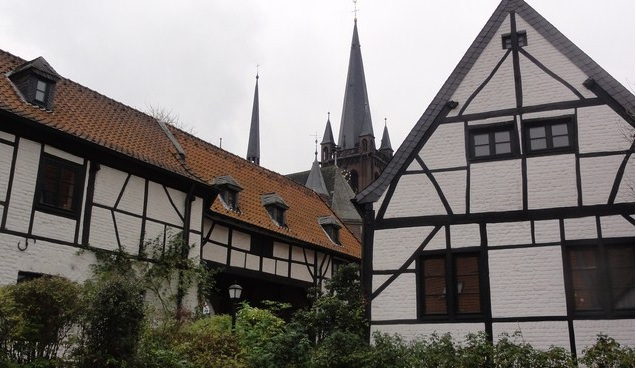
Historische Hülser Klausur (die Kluus), Ansicht vom Innenhof

### Denkmäler
- Bismarck-Denkmal, am Hülser Berg, entworfen und ausgeführt von dem Krefelder Bildhauer Arthur Winkler, errichtet 1902
- Kriegerdenkmal für die Gefallenen der deutschen Einigungskriege, in der Grünanlage an der Rektoratsstraße, geschaffen nach einem Entwurf des Berliner Bildhauers Oskar Bodin, enthüllt am 16. September 1906
- Kriegerdenkmal für die Soldaten des Ersten Weltkrieges, am Hölschen Dyk auf einer Insel im Königspark, ein Werk des Architekten und Bildhauers Franz Brantzky, geweiht 1931

### Museen
- Hülser Heimatstuben

### Historische Gebäude
- Hülser Burg, im Osten des Ortsteils, wurde durch eine Initiative von Hülser Heimatverein und Hülser Sportverein saniert. Die Sanierung der Burgruine wurde im Jahre 2005 abgeschlossen.
- Hülser Klausur
- Gasthof zur Rose von 1588, am Markt gelegen
- Haus Markt Nr. 15
- Katholische Pfarrkirche St. Cyriakus
- Rathaus

### Sonstiges
- Hülser Berg mit Aussichtsturm
- Jüdischer Friedhof

### Wappen
Das Wappen des Ortes Hüls zeigt ein grünes Seerosenblatt mit Stängel auf weißem Grund in einem halbrunden Schild.
Bei diesem Wappen handelt es sich nicht um ein „redendes/sprechendes Wappen“, denn es hat nichts mit der Stechpalme zu tun, von der der Name Hüls vermutlich abstammt. Stattdessen wurde es vom Familienwappen der Herren von Hüls abgeleitet. Deren Wappen zeigt ein stilisiertes rotes Seeblatt ohne Stängel, belehnt von einem Bügelhelm im Profil der von einem Widderkopf geziert wird.

### Veranstaltungen
In Hüls entwickelten sich spezielle Formen des Brauchtums der Region Niederrhein.

#### Karneval (Breetlook)
- Der wichtigste Tag des Karnevals (Fasteloovend) in Hüls ist der Karnevalsdienstag, der so genannte Breetlooksdienstag (Breitlauchsdienstag).
- Zentrale Figur der lokalen Karnevalssymbolik ist die Trina. Der Überlieferung nach sollen im Dreißigjährigen Krieg Marktfrauen – Trinas – den Einmarsch feindlicher Kavallerie durch Werfen von Porree-Stangen (Suppengrün; Breitlauch) verhindert haben.
- Der lokale Karnevalsruf lautet daher Breetlook (siehe: Porree).
- Seit über 90 Jahren fördert der Karnevalsverein KKG Nette stölle Jonges 1927 e. V. das Brauchtum des niederrheinischen Karnevals.
- Das Komitee Karnevalszug Hüls 1979 e. V. sorgt seit 1980 für den Erhalt des Hülser Karnevalszuges. Dazu werden Haussammlungen durch die Mitglieder durchgeführt und Spenden von Förderern und Sponsoren gesammelt.
- Im Gegensatz zu den meisten anderen Orten gibt es in Hüls statt des Elferrates einen Sechserrat. Der vor über 60 Jahren gegründete Sechserrat der katholischen Jugend e. V. proklamiert das Hülser Prinzenpaar.

#### Kirmes
In Hüls wird seit „Alter Zeit“ eine Frühjahrs- und eine Herbstkirmes veranstaltet. Der Termin für die Frühjahrskirmes ist heute Christi Himmelfahrt und das darauf folgende Wochenende. Die Herbstkirmes findet auf Beschluss der Bezirksvertretung seit 2016 nicht mehr statt. Die Kirmeswochenenden werden seit Jahren mit der historischen Kirmes zu einem Volksfest verbunden. Trödelmarkt, Seniorenhobbythek, Oldtimerausfahrt, Kutschenkorso und anderes ziehen viele Besucher an. Die örtlichen Schützenvereine ermitteln an den Kirmeswochenenden oftmals ihren neuen König.
Am Sonntag der Frühjahrskirmes wird von der katholischen Pfarrgemeinde die traditionelle Kirmesprozession zum Kirchweihfest veranstaltet. An diesem Tag wird im Rahmen der Prozession eine Reliquie des Pfarrpatrons St. Cyriakus durch den Ort getragen. Die Prozession ist ursprünglich als Erinnerung an den Tag der ersten mit einer Urkunde belegten Weihe eines Gotteshauses in Hüls am 4. April 1434 zu sehen. Hiervon leitet sich das Wort Kirmes = Kirchweih ab.

#### Nikolaus
Am Abend des 5. Dezember pünktlich um 16 Uhr erscheint der „Heilige Mann“ mit Gefolge ganz oben auf der Kirche St. Cyriakus und winkt den zahlreichen Schaulustigen zu. Danach steigt er traditionsgemäß zusammen mit Nikodemus und Zaras vom Hülser Kirchturm herab und beginnt von hier aus seine irdische Reise.

#### Bottermaat, Grillmeisterschaft und Burgfest
Der „Bottermaat“ ist ein traditionell jährlich am dritten Sonntag im September stattfindender Handwerkermarkt mit regionaler Bedeutung. Zahlreiche Handwerker und Schausteller führen dort ihre Handwerkskunst öffentlich vor und bieten ihre Produkte an.
Seit dem Jahr 2013 wird am selben Tag außerdem die „NRW Grillmeisterschaft“ in Hüls ausgetragen.
Außerdem veranstaltet der Hülser Sportverein einmal jährlich das „Burgfest“ rund um die Hülser Burg.

### Kunsthandwerk
Unter dem Begriff „Hülser Pottbäcker“ werden Töpfer von Irdenware zusammengefasst. Seit der Mitte des 17. Jahrhunderts sind diese in Hüls belegt. 1657 wird als erster ein Jacob Venten in dem Rechnungsbuch des Klosters von der Verkündigung Mariens – heute als Klausur bezeichnet – erwähnt. Produziert wurde neben schlichtem, einfarbigem Gebrauchsgeschirr auch aufwendig mit Ritzungen und Bemalung verzierte Ware von regionaler Bedeutung.

### Mundart
Hülser Fasteloovend, Kultur und Brauchtum sind eng verbunden mit der für Hüls typischen Mundart. Im Laufe vieler Jahrhunderte hat sich aus dem Nordniederfränkischen das Hölsch Plott (Hülser Platt) entwickelt, welches im Vereinsleben, in Zirkeln und in Veranstaltungen des Hülser Heimatvereines gepflegt wird. Hüls liegt unmittelbar nördlich der Uerdinger Linie, auch ik/ich-Linie genannt. Kennzeichnend für die Hülser Mundart ist die Verwendung von ek oder ök für das Personalpronomen ich. In Übereinstimmung dazu zählt das südlich von Hüls in den anderen Ortsteilen von Krefeld gesprochene Krieewelsch zum südniederfränkischen Sprachraum, u. a. kennzeichnend die Benutzung von ech oder esch für das Pronomen ich. Neben Mundart-Zirkeln und Mundart-Bühnenstücken findet mindestens einmal im Jahr im ausverkauften Saale ein großer Hülser Mundartabend statt.
Hüls ist innerhalb des Gebiets der historischen Tonakzentgrenze.

## Persönlichkeiten
- Johann Gottfried Kauffmans (* 17. Juli 1708 in Hüls; † 16. Juni 1782 in Köln), kath. Priester und Obersiegelbewahrer der Kölner Kurie
- Christian Laurenz Roosen (* 1796 in Hüls; † 1877 in Hüls), erster Hülser Geschichtsschreiber und Wohltäter der Gemeinde, er vermachte bei seinem Tod 75.000 Mark zur Errichtung des Cäcilienhospitals
- Tillmann Bönninger (* 28. Dezember 1835 in Hüls; † 26. September 1909 ebenda), deutscher Gutsbesitzer und Politiker
- Gustav Ferbers (* 27. März 1850 in Hüls; † 3. Juni 1926 in Asperden), römisch-katholischer Pfarrer, Autor und Übersetzer
- Heinrich Joeppen (* 9. März 1853 in Hüls; † 22. Februar 1927 in Hüls), kath. Priester und Bischof, katholischer Feldprobst für das preußische Heer
- Jakob Nötges (* 2. März 1880 in Hüls; † 11. Dezember 1963 in Köln), kath. Priester und Professor
- Franz Hartz (* 15. Juni 1882 in Hüls; † 15. Februar 1953), kath. Priester und Beauftragter der Fuldaer Bischofskonferenz für die Vertriebenen-Seelsorge
- Reinhold Friedrichs (* 8. Mai 1886 in Hüls; † 1964 in Münster), kath. Priester und Polizei-Oberpfarrer, zuständig für die Seelsorge beim Bundesgrenzschutz
- Ferdinand Loy (* 17. Januar 1892 in Hüls; † 23. Juni 1969 in Steyl), kath. Priester und Missionar in China
- Hans Schmitz († 15. Februar 2010 in Hüls), Heimatvereinsvorsitzender und Burgsanierer
- Hans-Gerd Schütt (* 12. Juni 1958 in Schleiden), kath. Priester und Olympiapfarrer
- Karl Borsch (* 1. August 1959 in Hüls), kath. Geistlicher und Weihbischof im Bistum Aachen
- Ulle Schauws (* 30. April 1966 in Hüls), deutsche Politikerin (Bündnis 90/Die Grünen)
- Ken Jebsen (* 29. September 1966 in Hüls),  deutscher Webvideoproduzent, Aktivist und Journalist
- Daniel Draken (* 27. Januar 1967 in Hüls), deutscher Brigadegeneral der Luftwaffe der Bundeswehr
- Mark Lutter (* 8. Oktober 1976 in Hüls), Soziologe und Hochschullehrer
- Juliane Schenk (* 26. November 1982 in Krefeld), deutsche Badminton-Spielerin
- Jannis Niewöhner (* 30. März 1992 in Hüls), deutscher Schauspieler
- Mike Schmitz  (* 2. August 1995 in Hüls), deutscher Eishockeyspieler